# Clifton, West Yorkshire
Clifton är en by i unparished area Brighouse, i distriktet Calderdale, i grevskapet West Yorkshire, i England. Byn är belägen 6 km från Halifax. Clifton var en civil parish 1866–1937 när blev den en del av Brighouse, Cleckheaton och Liversedge. Civil parish hade 2 199 invånare år 1931. Byn nämndes i Domedagsboken (Domesday Book) år 1086, och kallades då Cliftone.